# Parafia Matki Bożej Śnieżnej w Łukawicy
Parafia Matki Bożej Śnieżnej w Łukawicy – parafia rzymskokatolicka znajdująca się w dekanacie Narol, w diecezji zamojsko-lubaczowskiej. 
Do parafii należą wierni z następujących miejscowości:  Chlewiska (Biedronie, Majdan), Łukawica (Pizuny, Bienaszówka) i Wola Wielka (Brzezinki, Jacków Ogród).
Liczba wiernych: 1240. Na terenie parafii znajdują się następujące kapliczki: Bienaszówka, Brzezinki, Jacków Ogród, Chlewiska.
W Pizunach w miejscu urodzenia Błogosławionej Siostry Bernardyny Marii Jabłońskiej, współpracownicy św. Brata Alberta Chmielowskiego znajduje się Dom Modlitwy pw. Bł. Bernardyny Marii Jabłońskiej Sióstr Albertynek. Przechowywane są tam relikwie św. Brata Alberta Chmielowskiego i Bł. Bernardyny. W Pizunach w Domu Modlitwy Sióstr Albertynek każdego 23. dnia miesiąca sprawowana jest Msza św. z nabożeństwem dziękczynno-błagalnym do bł. siostry Bernardyny Marii Jabłońskiej.
W kaplicy w Domu Modlitwy w Pizunach znajduje się obraz błogosławionej Siostry Bernardyny Marii Jabłońskiej, namalowany przez pp. Grażynę i Piotra Moskal z Krakowa i poświęcony 22 września 2008 roku.